# Popillia ukambana
Popillia ukambana är en skalbaggsart som beskrevs av Ohaus 1925. Popillia ukambana ingår i släktet Popillia och familjen Rutelidae. Inga underarter finns listade i Catalogue of Life.